# 希爾維亞王后
希爾維亞王后（瑞典語：Drottning Silvia，1943年12月23日—），原名希爾維亞·蕾娜特·索梅爾拉特（德語：Silvia Renate Sommerlath），現任瑞典王后。她出生於德国海德堡，是德國商人瓦爾特·索莫拉特（德語：Walter Sommerlath）與巴西女子愛麗絲·索馬拉特（德語：Alice Sommerlath）之女。

## 早年

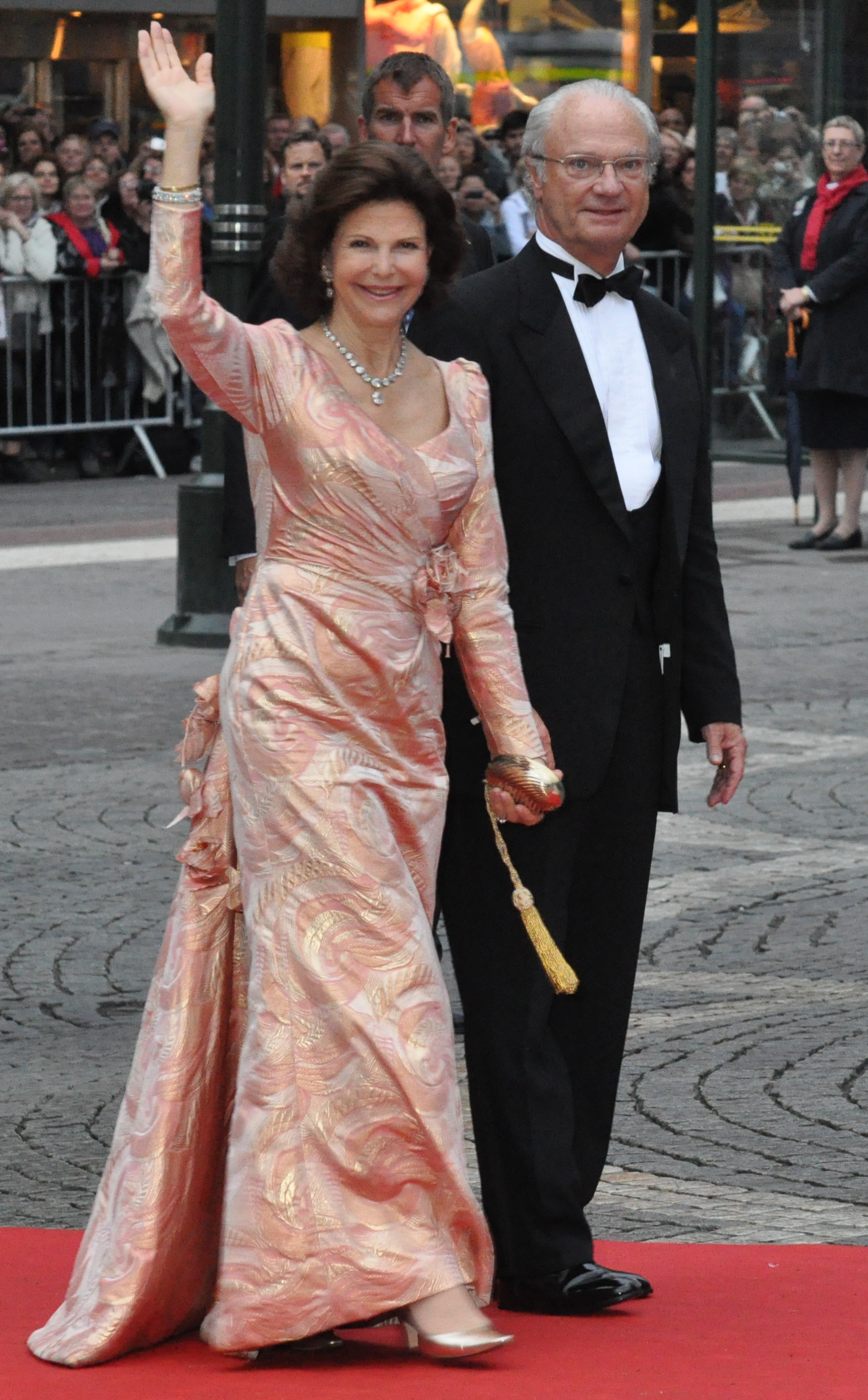
2010年，瑞典國王卡尔十六世·古斯塔夫與希爾維亞王后

1947年，希爾維亞一家搬到巴西聖保羅，1957年返回西德。她因此獲得巴西、瑞典和德國的三重公民身份。希爾維亞1963年在杜塞尔多夫路易森高级中学（Luisen Gymnasium) 考試後，在慕尼黑學習成為口譯。她畢業時能操流利西班牙語，之後在阿根廷駐幕尼黑領事館工作。1971至1973年間，她在1972年夏季奥林匹克运动会組織委員會擔任接待人員，1973年起擔任1976年冬季奥林匹克运动会組織委員會協定部門的副首長。她通曉7種語言，包括：瑞典語、葡萄牙語、德语、法语、英语、西班牙语和國際手語。
希爾維亞在1972年奧運會與瑞典卡尔王储邂逅，她與已繼位為國王的卡尔十六世·古斯塔夫在1976年3月12日訂婚。二人的婚禮於6月19日在斯德哥尔摩主教座堂舉行，由烏普薩拉大主教主禮，希爾維亞正式成為瑞典王后。婚宴期間，瑞典樂團ABBA首演了後來國際馳名的流行曲《Dancing Queen》，ABBA成員安妮-弗里德·林斯塔德後來也以這歌祝賀希爾維亞王后50歲壽辰。

## 王后
王后的官方職責包括跟隨國王代表瑞典作國是訪問。
希爾維亞王后是多個慈善組織的捐助人、榮譽會員和幹事，是國際兒童基金會（英語：International Children's Fund）創辦人之一。她也獲得多個獎項和名譽博士學位，如1999年獲哥德堡大学頒授名譽醫學博士。2004年，她獲美國《福布斯》雜誌評選為全世界首100位有權女性的第68位。
她熱愛自然和花朵，有多種花朵以她的名字命名，包括一種白色勝利鬱金香、一種大花朵香檳色玫瑰和一種深紅色孤挺花屬。在她成立的醫護人員訓練所「希爾維亞之家」（Silviahemmet），有一個種滿龟背竹和咖啡屬的燈塔；她也在種了很多卡爾十六世國王珍藏的蘭科，包括很多專程送給她的獨有品種。

## 子女
希爾維亞王后在1977年7月14日於卡羅林斯卡大學醫院誕下維多利亞王儲，兩年後於斯德哥爾摩王宮誕下卡爾·菲利普王子。因瑞典修改憲法，卡爾·菲利普王子於1980年失去繼承權第一位，改由其姊維多利亞公主擔任王儲。1982年，玛德琳公主於卓宁霍姆宫出生。

## 荣誉

### 外国勋章奖章
- 修交勋章光化大章（韩国，2012年5月30日批准[5]）

## 外部連結
- 王室網站的王后專頁 （页面存档备份，存于）

| 空缺上一位持有相同頭銜者：露易絲·蒙巴頓 | 瑞典王后 1976年— | 在任 |